# Полушкин, Александр Сергеевич
Александр Сергеевич Полушкин (18 ноября 1877 — 19 февраля 1963, Нью-Йорк) — офицер русского императорского флота, участник Цусимского похода и сражения; участник Белого движения.

## Биография
Родился в семье генерал-майора флота С. И. Полушкина (1843—1909)
В 1896 году окончил Морской кадетский корпус.
28 декабря 1900 года назначен в Гвардейский экипаж.
В 1904 году окончил гидрографическое отделение Николаевской морской академии.
В 1905 году в качестве старшего штурманского офицера крейсера «Изумруд» участвовал в Цусимском походе и сражении.
В 1906 году находился в Петербурге и был прикомандирован к Николаевской Главной астрономической обсерватории.
С 4 октября 1911 по 21 апреля 1914 года — командир эсминца «Украйна».
С августа 1914 года — командир 1-го Отдельного батальона Гвардейского экипажа на сухопутном фронте, в составе которого сражался в окрестностях Новогеоргиевской крепости, на реках Бзур и Висле.
С марта 1915 года — командир Отдельного батальона Гвардейского экипажа, затем командир крейсера «Светлана».
С 26 ноября 1915 по 1917 год — командир крейсера «Олег».
Служил в армии Колчака.
В июне 1919 года — глава Гидрографического управления Морского министерства.
В феврале 1920 года эмигрировал в Югославию, затем в октябре 1923 года переехал в США. Поселился в Нью-Йорке, работал на сборке радиоаппаратов, потом 19 лет служил в математическом отделе страховой компании. 
Член Общества бывших русских морских офицеров в Америке.
В 1951 году избран председателем Объединения офицеров Гвардейского экипажа.
Умер в Нью-Йорке. 

## Награды
- 2 января 1906 — орден Св. Владимира 4-й ст. с мечами и бантом[3]
- 29 июня 1915 — орден Св. Владимира 3-й ст. с мечами (за боевые отличия)[3]

## Семья
Брат Николай (1876—1962) — офицер русской императорской армии, генеалог.